# Amani W. A. Kabourou
Aman Walid A. Kabourou (23 de maio de 1949 - 6 de março de 2018) foi um político da Tanzânia.
Eleito para a Assembleia Nacional pela primeira vez em 1995 como membro do Chadema, um partido político ao qual serviu como secretário-geral, ele foi reeleito em 2000 e 2005 antes de ingressar no Chama Cha Mapinduzi em 2006. Ele representou o CCM no Parlamento Pan-Africano da União Africana. Kabourou também serviu como membro da segunda Assembleia Legislativa da África Oriental (EALA) entre o período de 5 de junho de 2006 - 4 de junho de 2012. Na EALA, atuou na Comissão de Contas e na Comissão de Assuntos Regionais e Resolução de Conflitos.